# Namunaria mammillaris
Namunaria mammillaris is een keversoort uit de familie somberkevers (Zopheridae). De wetenschappelijke naam van de soort werd in 1999 gepubliceerd door Schuh.